# Túltermelés
A túltermelés közgazdaságtani fogalma a piacgazdaságban a megtermelt árumennyiség és a fizetőképes kereslet közötti aránytalanságot fejezi ki. A túltermelés következtében a megtermelt áruk egy része eladhatatlanná válik.
Amennyiben a túltermelés az áruk széles körére terjed ki, általános túltermelésről beszélhetünk, ami a túltermelési gazdasági válság kiindulópontja.
A túltermelés mindig viszonylagos, mert nem a társadalom általános szükségleteihez képest jelentkezik, hanem a korlátozott kereslethez viszonyítva, másrészt pedig az eladhatatlanság is relatív, mert csak a legalább az átlagprofitot tartalmazó árhoz képest áll fenn, alacsonyabb áron általában gazdára találhat a termék.